# Khlong U-Taphao
Der Khlong U-Taphao (Thai: คลองอู่ตะเภา, „U-Taphao-Fluss“) ist ein Fluss in der Südregion von Thailand. Er durchfließt die Provinz Songkhla von Süden nach Norden und mündet 20 Kilometer nördlich der Stadt Hat Yai in das Binnenmeer Thale Sap Songkhla (Thai: ทะเลสาบสงขลา, dt. Songkhla-See).
Das Einzugsgebiet des Flusses entspricht mit einer Fläche von 2.305 km² knapp einem Drittel der Fläche der Provinz Songkhla.
Durch das Stadtzentrum von Hat Yai schlängelt sich der Khlong Toei (Thai: คลองเตย), ein außerhalb der Regenzeit wasserarmer Nebenarm des U-Taphao.
In Südthailand ist die Bezeichnung „Khlong“ auch für natürliche Fließgewässer gebräuchlich. Dass der U-Taphao-Fluss als natürliches Gewässer heute an seinem Unterlauf als Kanal wahrgenommen wird, liegt an zahlreichen dem Hochwasserschutz dienenden Regulierungsmaßnahmen. Nach einer Serie von regenzeitlichen Hochwassern in der Amphoe Hat Yai – am verheerendsten jenes des Jahres 2000 – entschlossen sich die lokalen Behörden zum Bau von sechs mit den Hauptströmen des U-Taphao verbundenen Hochwasserumleitungskanälen. Die im Jahr 2010 fertiggestellten Kanäle, die Wasser von Starkregen am Siedlungsgebiet vorbei in den Songkhla-See ableiten, trugen dazu bei, das Hochwasserrisiko in der Stadt Hat Yai und ihrer Umgebung deutlich zu reduzieren, konnten jedoch erneute Überflutungen in den 2010er Jahren nicht vollständig verhindern. Ein Hochwasser-Frühwarnsystem und Hochwasser-Evakuierungszentren in den am stärksten gefährdeten Gemeinden ermöglichen es jedoch, effektiver auf Starkregen und Sturzfluten zu reagieren.
Diese und weitere von den Behörden entlang des U-Taphao-Flusses getroffene Maßnahmen gelten als vorbildlich auch für andere von den Folgen des Klimawandels besonders betroffene Regionen Südostasiens.